# جماعات دغمش المسلحة
جماعات دغمش المسلحة هي مليشيات عائلية مسلحة فلسطينية في قطاع غزة، مرتبطة ببعض من قيادة حركة فتح على رأسهم محمد دحلان، ذات إمكانات تسلحية وتدريبية عالية باعتمادها على أفراد تلقو تديب عسكري داخل الأحهزة الأمنية، أو كانوا من الاجهزة الامنية التابعة لحركة فتح سابقاً، أو تلقو تدريب داخل معسكرات خاصة بهم في مناطق في غزة تقام تحت مسميات عديدة مثل: لجان المقاومة الشعبية أو جيش الإسلام، وكان يعتمد عدد من المسؤلين الأمنيين على حراسات خاصة من جماعات دغمش.
وقد زاد نشاط هذه الجماعات المسلحة بعد وصول حركة حماس إلى سدة الحكم في الانتخابات الفلسطينية عام 2006، وكان لها اثر في محاولة لتدمير الأمن الداخلي في غزة، بمساعدة وتوجيهات من الأجهزة الامنية التابعة لحركة فتح، مما جعل هذه الجماعات من العائلة في صدام مع حماس.
واكد القيادي في حماس ووزير الخارجية الأسبق محمود الزهار في 2007 أن جماعات آل دغمش مرتبطون بحركة فتح وخصوصا بمحمد دحلان، واتهم دحلان بأنه سعى لإبقاء الفوضى في القطاع لإضعاف حماس.

## أعمال نسبت إليهم

### الهجوم على مقر شركة الكهرباء
اقتحم عدد من المسلحين يتبعون لعائلتي دغمش وشحبير وحركة فتح في 2006-12-20 شركة توزيع الكهرباء في شارع الثلاثيني وسط مدينة غزه، وقاموا بالاعتداء على مقر الشركة وحرق سيارتين تابعتين للشركة كانتا متواجدتين بالمقر.
وعملية الاقتحام تمت أثناء تشييع جنازة عنصرين من حركة فتح من عائلة دغمش قتلوا الليلة الماضية في اشتباكات وقعت في حي الصبرة.

### قتل ثلاثة من عائلة الديري
يوم السبت 2007-01-06 كان عناصر من عائلة دغمش محسوبين على حركة فتح ويقوم بدعمهم شخصيات متنفذه في الأجهزة الأمنية، قاموا بقتل ثلاثة مواطنين من عائلة الديري أثناء توجههم لمنزل الدكتور محمود الزهار وزير الخارجية الفلسطيني -آنذاك- لتهنئته بعودته من أداء فريضة الحج، وقد قتل الشيخ أبو رائد الديري أحد رجال الإصلاح في مدينة غزه، ونجله أحمد حسن الديري، وصهره محمد أحمد الديري.
وهددت حماس بالقصاص من القتلة وطالبت عائلة دغمش رفع الغطاء العائلي عنهم، وهددت الحركة في بيان لها من وصفتهم بالفئة الباغية من عائلة دغمش بارتكاب الجريمة قائلة: «إن هذه الجريمة لن تمر دون عقاب يناسب حجمها»، مطالبة عائلة دغمش برفع الغطاء العائلي عن القتلة حتى تأخذ العدالة مجراها.
وأضافت: «سوف يتم وضع حد لكل هذه الأعمال وتخليص الشعب الفلسطيني من هذه الفئة الباغية». وإنها لن تقف مكتوفة الأيدي أمام هذه الجـرائم التي ارتكبـت بحـق المواطنين.

### أختطاف الصحفي البريطاني ألان جونستون
بعد سيطرت حركة حماس على مقار الاجهزة في 2007، قام عدد من أفراد جماعات دغمش ممثلة «بجيش الإسلام»، بخطف الصحفي البريطاني ألان جونستون مراسل هيئة الإذاعة البريطانية في مارس/آذار عام 2007. واحتجز جونستون رهينة لمدة أربعة أشهر قبل إطلاق سراحه بفعل الضغط العسكري من حركة حماس الذي مارسته كل من كتائب القسام وعناصر القوة التنفيذية.
وقد تم محاصرة المنطقة التي توجد فيها منازل عائلة دغمش، وتحديداً في المنطقة التي تقع على خط التماس بين حي الصبرة وحي تل الهوا، حيث كان يعتقد أن ممتاز دغمش وجماعته يحتجزون جونستون.
وقام عناصر كتائب القسام والتنفيذية حرصوا على الوجود بكثافة في المنطقة وتقسيمها إلى مربعات صغيرة، الأمر الذي شكل عبئاً أمنياً ونفسياً على أفراد العائلة الذين زاد التململ بينهم وباتوا يطالبون بإنهاء القضية، مما ادى للإفراج عنه.
وكان ياسر عبد ربه مستشار عباس، قد اتهم حركة المقاومة الإسلامية (حماس) في وقت سابق بالتورط بعملية الاختطاف، إلا انه ثبت عكس ذلك.
وكان كلا من رئيس السلطة الفلسطينية محمود عباس ورئيس الوزراء إسماعيل هنية دانا خطف جونستون وطالبا بالإفراج عنه.
وكان مفاوضي حماس تمكنوا من إقناع الخاطفين بالتخلي عن مطالبهم بالإفراج عن إسلاميين معتقلين بالسجون البريطانية «لأن ذلك لا يخدم قضية الشعب الفلسطيني» كما قالت، وكما أثبتوا لهم أن اختطاف جونستون يتناقض مع تعاليم الدين الإسلامي وأخلاق الفلسطينيين وقيمهم.
وعبرت منظمة مراسلون بلا حدود عن سعادتها بالتعبئة الدولية التي قالت إنها لم تصب بوهن طوال أشهر اختطاف جونستون. وأضافت أنها تأمل بأن يستقر الوضع الأمني بغزة بما يسمح بعودة المراسلين الأجانب للقطاع والذين كان جونستون آخرهم.

## اختطاف عشرة من عناصر حماس
بعد اختطاف الصحفي حونسون ساهمت كتائب القسام في عملية البحث عن المطلوبين من جامعة جيش الإسلام، وكانت قبل أسبوعين من الإفراج عن جونسون، قداعتقلت شخصين من الدائرة الضيقة القريبة بممتاز دغمش زعيم جيش الإسلام، حيث أدليا بمعلومات ساهمت في تمكين عناصر القوة التنفيذية في اعتقال أحمد المظلوم المكنى بخطاب المقدسي، مساعد دغمش الذي كان يقدم نفسه كناطق بلسان جيش الإسلام.
ورد عناصر جيش الإسلام باختطاف 10 من عناصر حماس، وإثر ذلك حاصرت كتائب القسام منزل ممتاز دغمش شخصياً، الكائن في حي الصبرة، وكثفت عناصرها وعناصر التنفيذية في منطقة وجود آل دغمش في مدينة غزة.
وأبلغت حماس العائلة بأن كلاً من القسام والتنفيذية بصدد القيام بحملة تمشيط واسعة النطاق لمنازل العائلة بيتا بيتاً بحثاً عن جونستون، وأنها لن تتورع عن اعتقال خاطفيه حتى لو أدى الأمر إلى مقتله، حيث سيتم بعد ذلك محاسبة الخاطفين ومن ساعدهم على كل الجرائم التي ارتكبوها.
وقد ساهم هذا في الضغط على العائلة لتسليم جونسون.

## جرائم أخرى
- الهجوم على بيت القيادي في حركة حماس محمود الزهار بالصواريخ.
- قتل اللواء موسى عرفات.
- قتل اللواء اللواء جاد التايه واربعه من مرافقيه.
- بأعتراف كتائب القسام ان جيش الإسلام التابع لدغمش ساعد بخطف الجندي الإسرائيلي جلعاد شاليط في عملية الوهم المتبدد
- 14-8-2007 هاجمة القوة التنفيذية التابعة لحماس مواقع تجمع العائلة في حي الصبرة وقتلة 2 من العائلة على خلفية قتل ثلاثة من أفراد التنفيذية.
- 16-8-1007 وقع أتفاق بين حماس ودغمش على أن تسلم دغمش المتورطين من أبنائها و70 قطعة سلاح بحوزة دغمش.
- قامت حركة حماس بمحاصرة عائلة دغمش أكثر من مرة في محاولة منها اقتحام المربع الأمني للعائله
- في تاريخ 16 9 2008 هاجمت مجموعات من القسام مربع عائلة دغمش على خلفية مقتل الشرطي في بلدية غزة عبد الكريم خزيق على يد جميل دغمش، وقتلة 11 من افراد العائلة منهم جميل دغمش - محمود دغمش - أحمد دغمش -حربي دغمش -إبراهيم دغمش -الصائب دغمش - محمد زكي دغمش -الكاكاو دغمش - الطفل أحمد دغمش ابن السنة والنصف

## أسباب مشكلة 2008
أقتحمت شرطة حكومة حماس المقالة منزل جميل بحجة حيازته الأسلحة من دون ترخيص، رفض جميل تسليم الأسلحة وقام بقتل الشرطي عبد الكريم وبدأت المشكلة وحاصرت قوات الحكومة المقالة وكتائب القسام بغزه حي الصبرة
وبدأت بقصف بمدافع الهاون على المنطقة وقطع الماء والكهرباء عن المنطقة.
وراح ضحية القصف العشوائي للمنطقة طفل بعمر سنة ونصف وفتاه بعمر اربع سنوات.
- شخصيات معروفة من جماعات دغمش المسلحة:
- أحمد منصور دغمش
- ممتاز دغمش
- زكريا دغمش
- معتز دغمش